# Джон-Ерик Хексъм
Джон-Ерик Хексъм (на английски: Jon-Erik Hexum; 5 ноември 1957 г. – 18 октомври 1984 г.) е американски актьор и модел. Умира при злополука от самонанесена огнестрелна рана в главата с халосен патрон на снимачната площадка на сериала „Камуфлаж“.

## Филмография
- „Пътешественици!“ (1982 – 1983, 20 епизода) – Финиъс Бог
- „Създаването на един мъжки модел“ (1983) – Тайлър Бърнет
- „Хотел“ (1984) – Принц Ерик
- „Мечока“ (1984) – Пат Трамел
- „Камуфлаж“ (1984) – Мак Харпър